# Torilidinae
Torilidinae es una tribu de plantas con flores perteneciente a la familia Apiaceae.

## Géneros
| - Astrodaucus - Caucalis - Chaetosciadium - Glochidotheca - Lisaea | - Szovitsia - Torilis - Turgenia - Yabea |